# Lijst van voetbalinterlands Macau - Salomonseilanden
Deze lijst van voetbalinterlands is een overzicht van alle officiële voetbalwedstrijden tussen de nationale teams van Macau en de Salomonseilanden. De landen hebben tot op heden een keer tegen elkaar gespeeld. Dat was een vriendschappelijke wedstrijd op 29 augustus 2018 in Macau.

## Wedstrijden
| № | Plaats | Datum            | Competitie        | Wedstrijd                | Uitslag |
| - | ------ | ---------------- | ----------------- | ------------------------ | ------- |
| 1 | Macau  | 29 augustus 2018 | Vriendschappelijk | Macau − Salomonseilanden | 1 − 4   |

## Samenvatting
| Competitie        | Totaal gespeeld | Winst Macau | Gelijk | Winst Salomonseilanden | Doelsaldo Macau – Salomonseilanden |
| ----------------- | --------------- | ----------- | ------ | ---------------------- | ---------------------------------- |
| Vriendschappelijk | 1               | 0           | 0      | 1                      | 1 − 4                              |
| Totaal            | 1               | 0           | 0      | 1                      | 1 − 4                              |

AFM · 
A-internationals · 
Macaus vrouwenelftal
1980 – 1989 · 
1990 – 1999 · 
2000 – 2009 · 
2010 – 2019 ·
2020 − 2029
Bangladesh ·
Bhutan ·
Brunei ·
Cambodja ·
China ·
Filipijnen ·
Guam ·
Hongkong ·
India ·
Irak ·
Japan ·
Kazachstan ·
Kirgizië ·
Koeweit ·
Laos ·
Maleisië ·
Mauritius ·
Mongolië ·
Myanmar ·
Nepal ·
Noord-Korea ·
Oman ·
Pakistan ·
Salomonseilanden ·
Saoedi-Arabië ·
Singapore ·
Sri Lanka ·
Tadzjikistan ·
Taiwan ·
Thailand ·
Vietnam ·
Zuid-Korea
SIFF · 
Salomonseilands vrouwenelftal
Interlands
Tegenstander:
Amerikaans-Samoa ·
Australië ·
Cookeilanden ·
Fiji ·
Guam ·
Hongkong ·
Macau ·
Maleisië ·
Nieuw-Caledonië ·
Nieuw-Zeeland ·
Papoea-Nieuw-Guinea ·
Samoa ·
Singapore ·
Taiwan ·
Tahiti ·
Tonga ·
Vanuatu